# David Poisson
David Poisson (ur. 31 marca 1982 w Annecy, zm. 13 listopada 2017 w Nakiska) – francuski narciarz alpejski, brązowy medalista mistrzostw świata.

## Kariera
Po raz pierwszy na arenie międzynarodowej Poisson pojawił się 17 grudnia 1997 roku w Les Orres, gdzie w zawodach FIS Race zajął 85. miejsce w gigancie. W 2001 roku wystąpił na mistrzostwach świata juniorów w Verbier, zajmując dziesiąte miejsce w supergigancie i jedenaste w zjeździe. Podczas rozgrywanych rok później mistrzostw świata juniorów w Sella Nevea jego najlepszym wynikiem było siódme miejsce w supergigancie.
W zawodach Pucharu Świata zadebiutował 14 lutego 2004 roku w St. Anton, gdzie zajął 29. miejsce w zjeździe. Tym samym już w swoim debiucie wywalczył pierwsze pucharowe punkty. Na podium zawodów tego cyklu jedyny raz stanął 29 grudnia 2015 roku w Santa Caterina, zajmując trzecie miejsce w biegu zjazdowym. W zawodach tych wyprzedzili go jedynie jego rodak Adrien Théaux oraz Austriak Hannes Reichelt. Najlepsze wyniki osiągnął w sezonie 2012/2013, kiedy zajął 50. miejsce w klasyfikacji generalnej, a w klasyfikacji zjazdu był piętnasty.
Największy sukces w karierze osiągnął w 2013 roku, kiedy podczas mistrzostw świata w Schladming wywalczył brązowy medal w zjeździe. Uległ tam tylko Akselowi Lundowi Svindalowi z Norwegii i Włochowi Dominikowi Parisowi. Jeszcze kilkukrotnie startował na imprezach tego cyklu, zajmując między innymi dziewiąte miejsce w supergigancie i zjeździe na mistrzostwach świata w Bormio w 2005 roku. W 2010 roku wystartował na igrzyskach olimpijskich w Vancouver, gdzie był siódmy w zjeździe, a supergiganta nie ukończył. Brał też udział w igrzyskach w Soczi w 2014 roku, zajmując szesnastą pozycję w zjeździe i siedemnastą w supergigancie.
Medalista mistrzostw Francji.
Przed przystąpieniem do rywalizacji w sezonie 2017/2018 Poisson zginął podczas treningu w kanadyjskim ośrodku Nakiska. Stracił panowanie nad ciałem i nartami i wpadł w siatki ochronne, które nie spełniły swojego zadania, a narciarz z ogromnym impetem uderzył w drzewo. Zginął na miejscu. Miał 35 lat.

## Osiągnięcia

### Igrzyska olimpijskie
| Miejsce | Dzień     | Rok  | Miejscowość | Konkurencja | Czas zawodów | Strata | Zwycięzca          |
| ------- | --------- | ---- | ----------- | ----------- | ------------ | ------ | ------------------ |
| 7.      | 15 lutego | 2010 | Vancouver   | Zjazd       | 1:54,31      | +0,51  | Didier Défago      |
| DNF     | 19 lutego | 2010 | Vancouver   | Supergigant | 1:30,34      | –      | Aksel Lund Svindal |
| 16.     | 9 lutego  | 2014 | Soczi       | Zjazd       | 2:06,23      | +1,60  | Matthias Mayer     |
| 17.     | 16 lutego | 2014 | Soczi       | Supergigant | 1:18,14      | +1,60  | Kjetil Jansrud     |

### Mistrzostwa świata
| Miejsce | Dzień       | Rok  | Miejscowość       | Konkurencja | Czas zawodów | Strata | Zwycięzca          |
| ------- | ----------- | ---- | ----------------- | ----------- | ------------ | ------ | ------------------ |
| 9.      | 29 stycznia | 2005 | Bormio            | Supergigant | 1:27,55      | +1,69  | Bode Miller        |
| 9.      | 5 lutego    | 2005 | Bormio            | Zjazd       | 1:56,22      | +1,30  | Bode Miller        |
| 34.     | 4 lutego    | 2009 | Val d’Isère       | Supergigant | 1:19,41      | +6,51  | Didier Cuche       |
| DNF     | 7 lutego    | 2009 | Val d’Isère       | Zjazd       | 2:07,01      | –      | John Kucera        |
| 3.      | 9 lutego    | 2013 | Schladming        | Zjazd       | 2:01,32      | +0,97  | Aksel Lund Svindal |
| 14.     | 7 lutego    | 2015 | Vail/Beaver Creek | Zjazd       | 1:43,18      | +0,96  | Patrick Küng       |

### Mistrzostwa świata juniorów
| Miejsce | Dzień     | Rok  | Miejscowość | Konkurencja | Czas biegu | Strata | Zwycięzca            |
| ------- | --------- | ---- | ----------- | ----------- | ---------- | ------ | -------------------- |
| 11.     | 5 lutego  | 2001 | Verbier     | Zjazd       | 1:30,23    | +1,78  | Thomas Graggaber     |
| 10.     | 6 lutego  | 2001 | Verbier     | Supergigant | 1:28,17    | +2,49  | Christoph Kornberger |
| 16.     | 27 lutego | 2002 | Tarvisio    | Zjazd       | 1:26,85    | +1,41  | Adam Cole            |
| 7.      | 28 lutego | 2002 | Tarvisio    | Supergigant | 1:25,02    | +0,93  | Peter Fill           |
| 36.     | 2 marca   | 2002 | Tarvisio    | Slalom      | 1:30,46    | +7,05  | Steven Nyman         |
| 15.     | 3 marca   | 2002 | Tarvisio    | Kombinacja  | 11,77 pkt  | ?      | Aksel Lund Svindal   |

### Puchar Świata

#### Miejsca w klasyfikacji generalnej
- sezon 2003/2004: 140.
- sezon 2004/2005: 98.
- sezon 2006/2007: 143.
- sezon 2007/2008: 72.
- sezon 2008/2009: 74.
- sezon 2009/2010: 66.
- sezon 2010/2011: 147.
- sezon 2011/2012: 75.
- sezon 2012/2013: 50.
- sezon 2013/2014: 82.
- sezon 2014/2015: 76.
- sezon 2015/2016: 56.
- sezon 2016/2017: 107.

#### Miejsca na podium w zawodach
1. Santa Caterina di Valfurva – 29 grudnia 2015 (zjazd) – 3. miejsce